# Evanghelia după Ioan (film)
Evanghelia după Ioan (titlu original: The Gospel of John sau The Visual Bible: The Gospel of John) este un film americano-britanico-canadian din 2003 regizat de Philip Saville. În rolurile principale joacă actorii Henry Ian Cusick, Alan Van Sprang și Christopher Plummer (narator).

## Prezentare
Filmul prezintă întâmplări redate de Evanghelia lui Ioan; de aceea nu începe cu nașterea lui Hristos ci atunci când Ioan îl botează pe Iisus în râul Iordan. 
Minunile și predicile sale sunt luate exclusiv din Evanghelia lui Ioan, ca de exemplu, printre altele, învierea lui Lazăr, mersul pe Marea Galileii, înmulțirea miraculoasă a pâinilor, vindecarea orbilor și a șchiopilor.

## Distribuție
- Henry Ian Cusick ca Iisus Hristos
- Stuart Bunce ca Ioan
- Daniel Kash ca Simon Petru
- Stephen Russell ca Pilat din Pont
- Alan Van Sprang ca Iuda Iscarioteanul
- Diana Berriman ca Fecioara Maria
- Richard Lintern ca conducătorul fariseilor
- Scott Handy ca Ioan Botezătorul
- Lynsey Baxter ca Maria Magdalena
- Diego Matamoros ca Nicodim
- Nancy Palk ca femeie samariteană
- Elliot Levey ca Natanael
- Andrew Pifko ca Filip
- Cedric Smith ca Mare preot Caiafa

## Producție
Filmările au avut loc la Toronto, Ontario, Canada și în Almería, Andaluzia, Spania.

## Vezi și
- Evanghelia după Ioan
- Listă de actori care l-au portretizat pe Iisus
- Listă de filme creștine